# Trastornos del lenguaje durante el sueño
Trastornos del lenguaje durante el sueño (en alemán: Über Sprachstörungen im Traume) es una monografía publicada en 1906 por el psiquiatra alemán Emil Kraepelin, uno de los fundadores de la psiquiatría moderna y adversario de Sigmund Freud. 
Estos trastornos también los estudió Kraepelin en su libro de psiquiatría, comparándoles a los trastornos del lenguaje de sus enfermos, que sufrían de esquizofrenia.
Algunos de los ejemplos de trastornos del lenguaje durante el sueño eran de otras personas, pero la mayoría de los ejemplos eran del propio Kraepelin, quien había recopilado estos sueños particulares durante más de 20 años. En total, Kraepelin recopiló 286 ejemplos: entre ellos se encuentran ejemplos de neologismos, de parafasias, de agramatismo, de problemas con la expresión de un pensamiento, o ejemplos de trastornos del pensamiento. 
En su monografía Kraepelin analizaba sus sueños particulares y presentó los tipos de asociaciones que habían producido los trastornos del lenguaje en sus sueños. Suponía que los mismos tipos de asociación causaban los trastornos del lenguaje de sus enfermos.

## Sueño y esquizofrenia
Ya al principio de su carrera en 1883, Kraepelin mostraba mucho interés por la hebefrenia y sus síntomas. Esta enfermedad fue incorporada en otra conocida como Dementia praecox por Kraepelin. Se interesó mucho por los trastornos del lenguaje en Dementia praecox (ahora llamada esquizofrenia) y por ello, coleccionó una serie de trastornos del lenguaje durante el sueño.
Kraepelin empleó la analogía del sueño y de la psicosis como base de su investigación. Ya los filósofos Kant y Schopenhauer, el psicólogo Wundt y también Freud habían notado esta analogía. 
Los trastornos del lenguaje en sueño se pueden analizar porque la persona al despertarse se da cuenta del significado de la palabra o la frase trastornada, como afirmó Kraepelin. La persona después de despertarse cambia de un estado temporal de psicosis en la realidad. El enfermo esquizofrénico en cambio no puede explicar el sentido de sus trastornos del lenguaje.

## Los nombres propios
En los trastornos del lenguaje durante el sueño, según Kraepelin, el pensamiento abstracto retrocede en favor del pensamiento concreto. Los nombres propios en su más amplia significación son favorecidos.

## Sueños después de 1906
En los años después de 1906, Kraepelin continuaba sus investigaciones del lenguaje del sueño. En todo caso se dispone de 391 nuevos ejemplos de lenguaje del sueño. Estos sueños son casi todos del mismo Kraepelin. De vez en cuando se encuentran referencias a la lengua española.

### Un ejemplo: la vida es sueño
En 1922 Kraepelin soñó sobre el rey Luis II de Baviera. Luis amenazaba a Kraepelin y le dijo: 
Basilio muss moderner werden
Basilio debe volverse más moderno
Este sueño es un ejemplo de una llamada paralogía metafórica. En estas paralogías una idea abstracta difícil de expresar en el sueño es transformada en forma concreta y los nombres propios pueden traducir aproximadamente una idea abstracta. Kraepelin se llama Basilio en este sueño. Por eso se puede comprender el sueño.

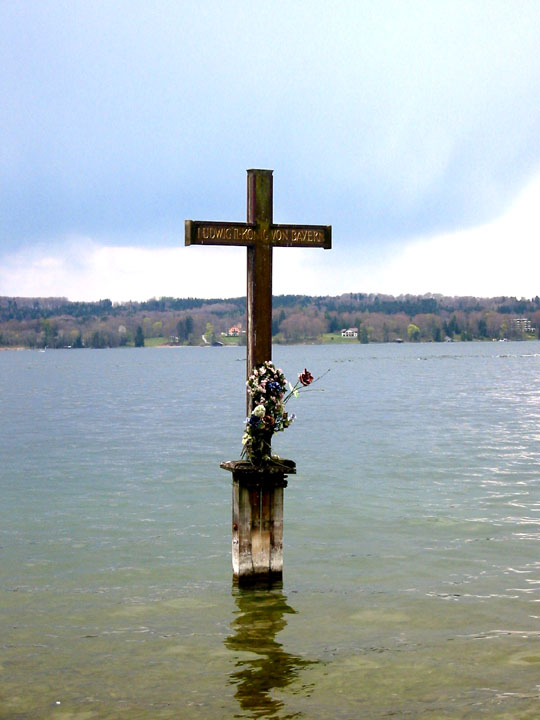
Cruz en el lugar donde se encontró el cuerpo de Luis II en el lago de Starnberg.

Su oponente, el rey Luis II de Baviera era famoso en todo el mundo por su castillo de Neuschwanstein. Él pasó sus últimos días bajo atención psiquiátrica (su médico-psiquiatra Bernhard Gudden era el jefe de Kraepelin hasta 1882) y prácticamente se encontraba encarcelado en Schloss Berg. Murió junto con Gudden en el lago de Starnberg el 13 de junio de 1886. Luis II era llamado Dream King (rey de los sueños) en inglés.
El nombre Basilio es un nombre conocido en la literatura española. En La vida es sueño de Pedro Calderón de la Barca, Basilio es el padre de Segismundo y tiene miedo de su hijo, que por eso está encarcelado por su padre. Mientras el rey Luis II amenaza a Kraepelin en su sueño, Segismundo amenaza a Basilio en La vida es sueño. El contexto de ese sueño de Kraepelin se encuentra en el combate de la época entre Kraepelin (Basilio) y Freud (Segismundo, rey Luis II). Precisamente en 1922 aparecía la primera edición española de la Interpretación de los sueños de Freud. Kraepelin ha llamado las teorías de Freud Luftschlösser (castillos en el aire, châteaux en Espagne) en su manual de psichiatría, dedicado a la memoria de Gudden.

## Aplicación 1: la esquizofrenia de John Forbes Nash

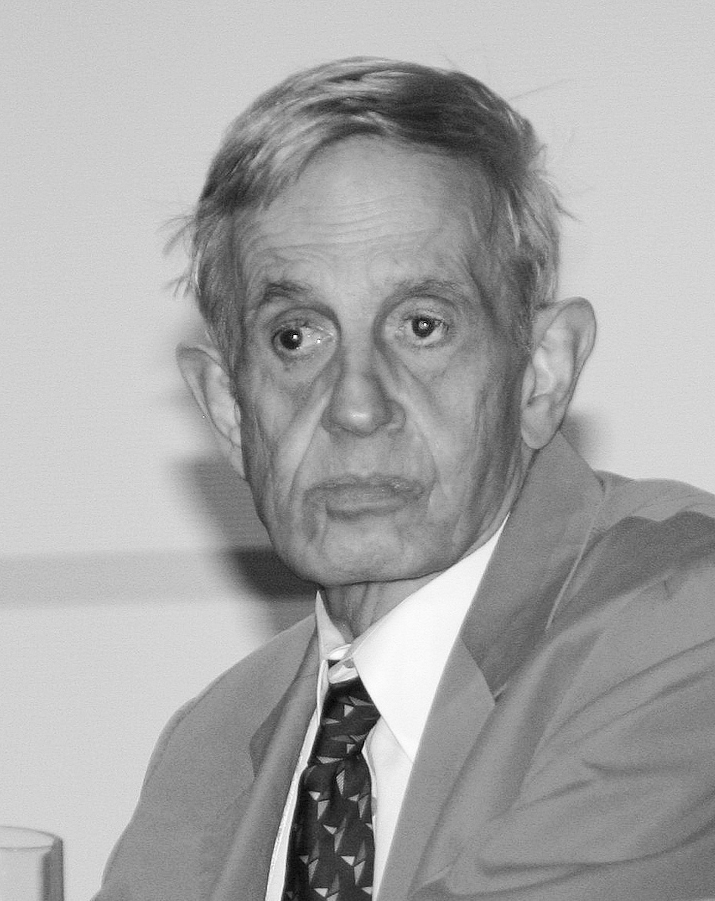
Nash en una conferencia sobre teoría de juegos en 2006 (Colonia)

John Forbes Nash, matématico estadounidense, nació en 1928. A principios de 1959 se manifestó una enfermedad mental de Nash: esquizofrenia paranoide. Sylvia Nasar ha mencionado en el capítulo 34 de su libro Una mente maravillosa diversos comportamientos erráticos de Nash. Escribió, por ejemplo, el alias St. Louis sobre su permiso (expirado) de conducir y lo calificó de 'intergaláctico'. 
Los nombres propios influyen otra vez en los pensamientos de Nash durante una conferencia del matemático Eugenio Calabi. Nash declara en alta voz que figura como el Papa Juan XXIII en la portada de LIFE. Aquí un nombre X ligando Eugenio Calabi y el Papa hace falta en la cadena: Eugenio Calabi - X - John XXIII - John Nash.
Kraepelin ha dicho que no se sabe lo que el enfermo quiere expresar cuando se manifiesta el trastorno del lenguaje. Pero el contexto puede ayudar en comprender al enfermo. Quando Nash decía que sería nombrado emperador de Antártica esta expresión corresponde con su aversión a ser nombrado catedrático de matemáticas en Chicago. Hay que buscar la(s) cadena(s) entre el contexto y la expresión extraña a fin de descubrir los pensamientos intermedios de Nash.

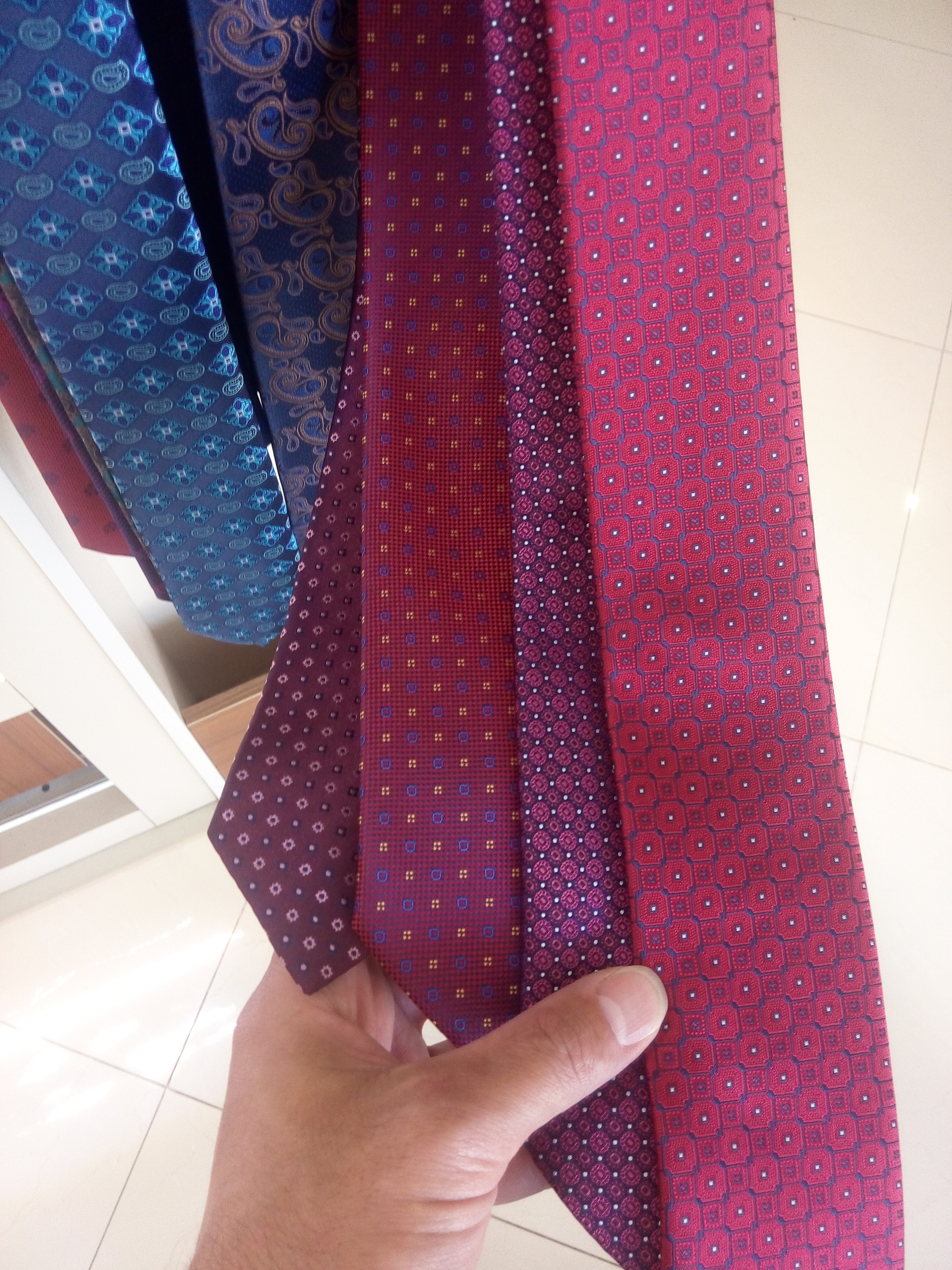
¿necktie o corbata?

Nash pensaba que hombres llevando corbatas rojas formaban parte de una conspiración cripto-comunista. Para comprender el delirio hay que reconstruir la(s) cadena(s) ligando el inglés red necktie wearing people y crypto-communist conspirators.
Una cadena resulta ser sencilla:
La asociación communist y red es evidente. La otra cadena contiene una anagrama:
En conspirators se encuentran las palabras croat y prisons. Croat es la raíz etimológica de 'corbata'. Prisons suena como persons. De modo que la cadena es:
conspirators - croat prisons - corbata persons - necktie (wearing) people.
Nash ha formulado el equilibrio de Nash dentro de la teoría de la dilema del prisionero (prisoner's dilemma). Por eso ha ganado el premio Nobel en 1994.

## Aplicación 2: La paranoia de Kurt Friedrich Gödel

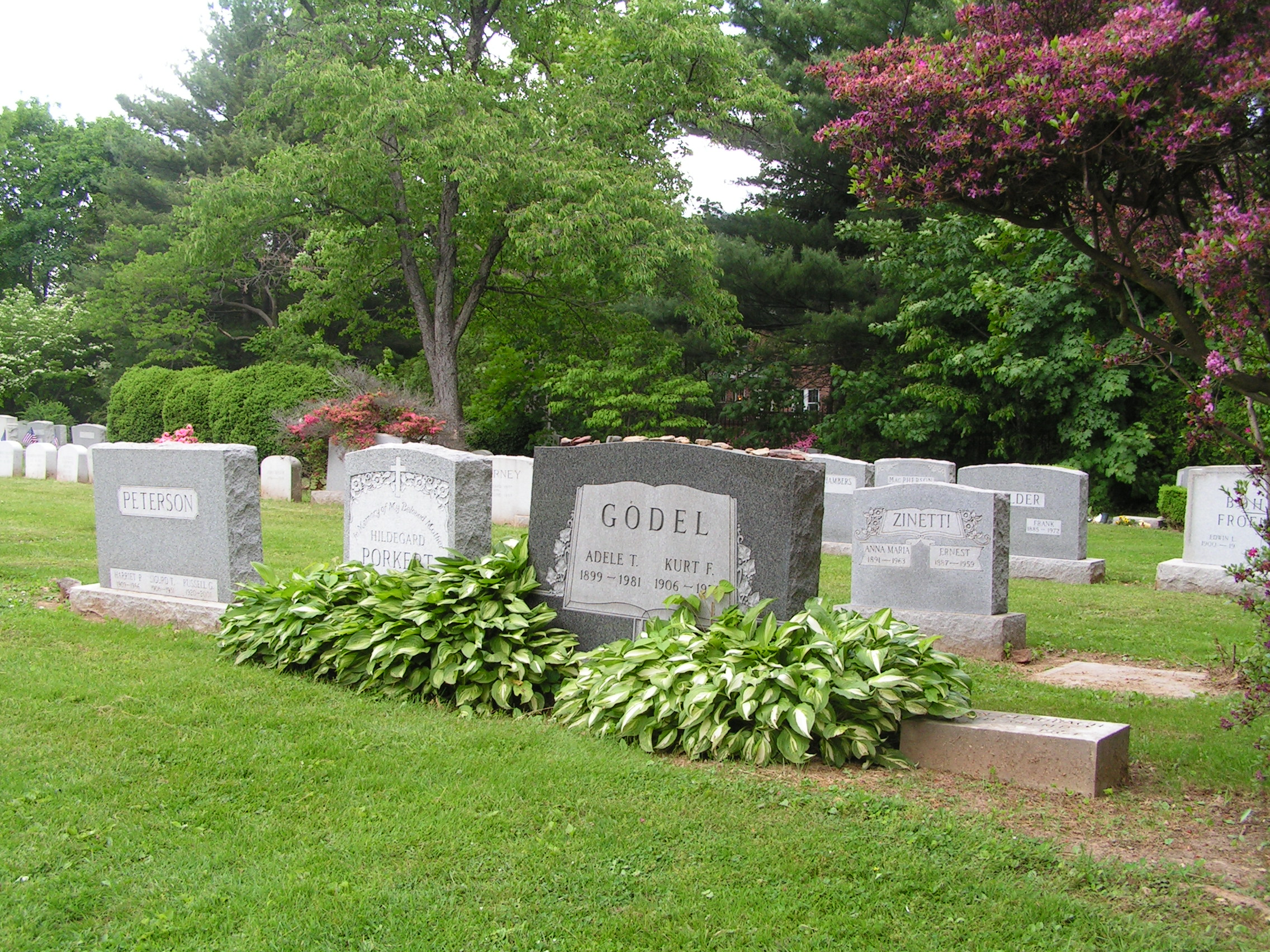
Tumba de Gödel y su esposa en Princeton

Kurt Gödel, llamado el más grande lógico después de Aristóteles, sufría de un trastorno delirante: temía ser envenenado y por esto no comía sin que antes su esposa Adele Gödel hubiese gustado la comida. Al fin murió en Princeton pesando 30 kilogramos.
Según su hermano Rudolf, los problemas mentales de Kurt comenzaron cuando a la edad de ocho años cogió una fiebre reumática. Kurt temía que su corazón había sufrido daño permanente, aunque su médico lo negó. No sólo un delirio pero también un trastorno formal del pensamiento puede haber producido el miedo de Kurt que su válvula mitral era afectada.
Los pensamientos de Gödel entre los dos polos fiebre reumática y válvula mitral pueden ser reconstruidos.

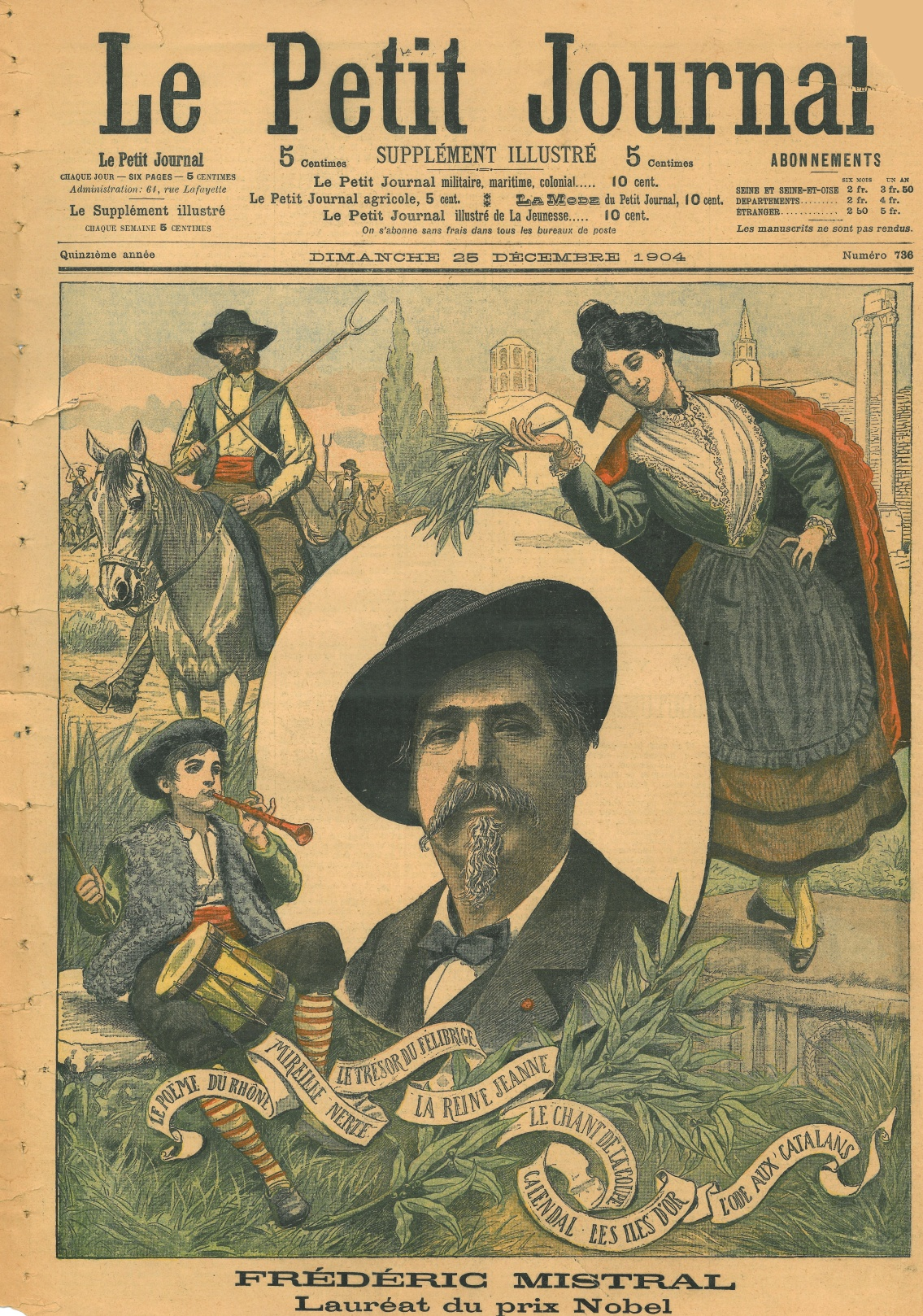
Frédéric Mistral

La fiebre reumática en alemán no sólo se llama rheumatisches Fieber pero también fiebriges Rheuma y estas dos palabras son asociadas indirectamente con 'mitral' (o mitralis)como muestran las cadenas siguientes:
fiebriges = fébrile - félibre/ félibrige - Mistral - mitral/ mitralis
Rheuma = Fluss = rivière/ Rivière - Mistral - mitral/ mitralis
El autor Frédéric Mistral obtuvo el Premio Nobel de Literatura junto a José Echegaray en 1904. Era casado con Marie Rivière. Mistral y Rivière también son nombres comunes. Mistral escribía en lengua occitana; un félibre es un autor en occitano, un félibrige un grupo de félibres. 
Notase que el nombre Frédéric en alemán es Friedrich. El apellido Gödel significa 'padrino' y el padrino de Gödel era Friedrich Redlich. Claro que Frédéric es un nombre importante para Kurt.